# Arhiducele Ferdinand Karl de Austria
Ferdinand Karl de Austria (27 decembrie 1868 – 12 martie 1915) a fost al treilea fiu al Arhiducelui Karl Ludwig de Austria și a Prințeseia Maria Annunciata de Bourbon-Două Sicilii. A fost fratele mai mic al Arhiducelui Franz Ferdinand de Austria care a fost omorât la Sarajevo la 28 iunie 1914, eveniment care a dus la declanșarea Primului Război Mondial.

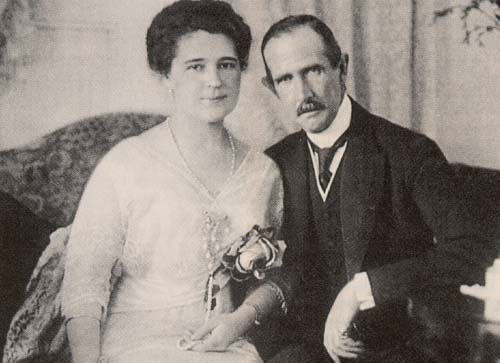
Ferdinand Karl și soția sa Bertha Czuber, 1910.

Ca și fratele său, s-a căsătorit morganatic în 1909 cu Bertha Czuber (1879–1979). Nu au avut copii.
În 1911 a fost expulzat din casa de Habsburg de către împăratului Franz Joseph. Și-a luat numele de Ferdinand Burg și a trăit la Tirol. A fost afectat de tuberculoză din cauza căreia a  murit în 1915.